# Åke Pilotti
Åke ”Pino” Pilotti, född den 19 december 1941, är en svensk kemist. Han disputerade 1971 vid Stockholms universitet på avhandlingen G.L.C. – MS of partially methylated alditol acetates and its application to structural investigations of lipopolysaccharides from salmonella bacteria och är sedan 1999 professor i organisk kemi vid samma universitet. Pilotti var även stormästare i Par Bricole 2007–2016.